# Diocesi di Ascoli Piceno

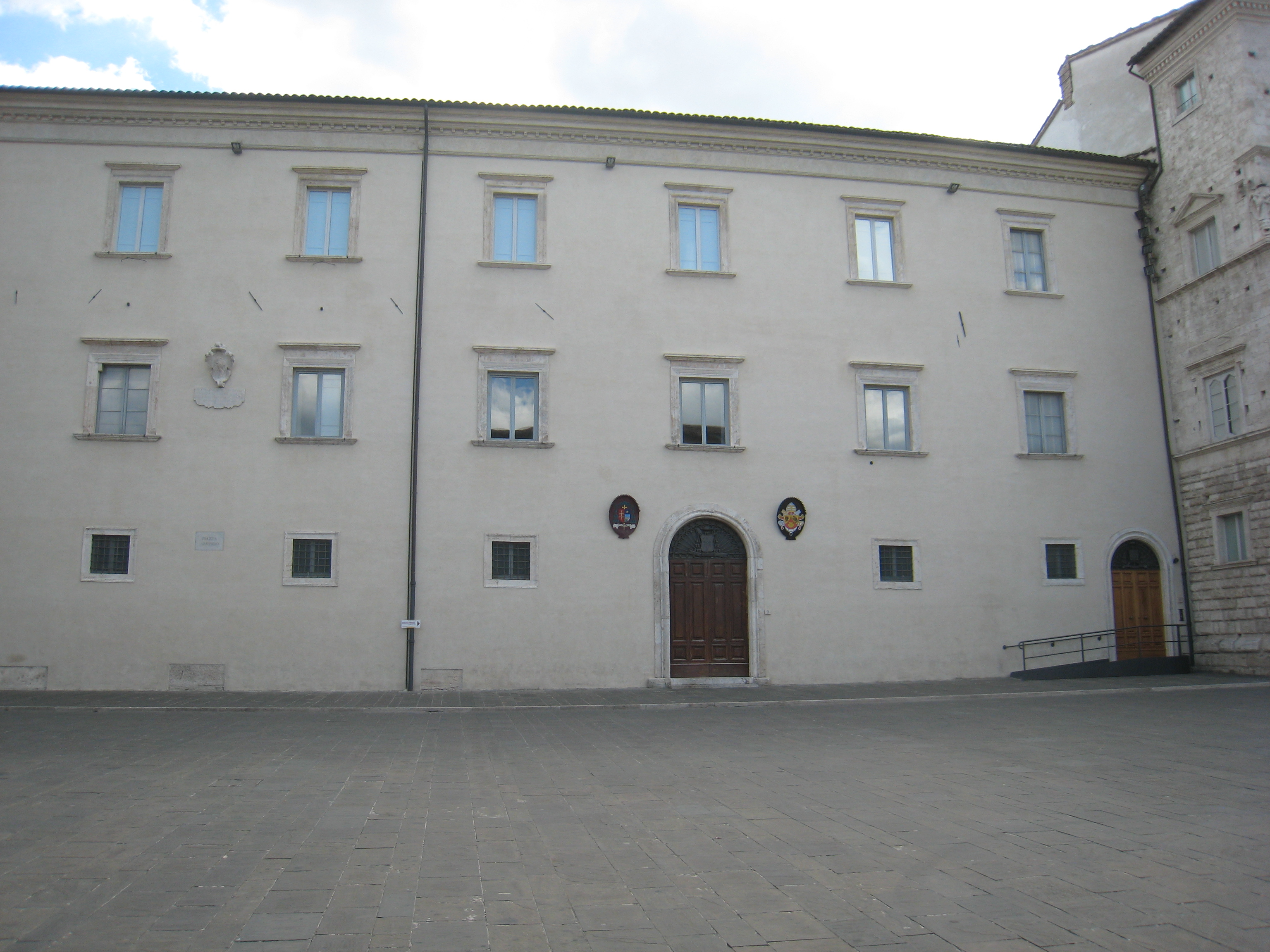
Il palazzo vescovile di Ascoli.

La diocesi di Ascoli Piceno (in latino Dioecesis Asculana in Piceno) è una sede della Chiesa cattolica in Italia suffraganea dell'arcidiocesi di Fermo appartenente alla regione ecclesiastica Marche. Nel 2023 contava 102.262 battezzati su 103.956 abitanti. È retta dall'arcivescovo (titolo personale) Gianpiero Palmieri.

## Territorio
La diocesi picena si estende su 2 province e 2 regioni italiane, per un totale di 22 comuni.
- In provincia di Ascoli Piceno nelle Marche comprende per intero i territori dei comuni di Acquasanta Terme, Appignano del Tronto, Arquata del Tronto, Ascoli Piceno, Castel di Lama, Castorano, Colli del Tronto, Folignano, Maltignano, Monsampolo del Tronto, Montegallo, Offida, Spinetoli e Venarotta; e in parte i territori dei comuni di Castignano, Comunanza, Force, Palmiano, Roccafluvione e Rotella.[1]
- In provincia di Teramo in Abruzzo comprende l'intero territorio del comune di Ancarano e la quasi totalità di quello di Valle Castellana[2].

Sede vescovile è la città di Ascoli Piceno, dove si trova la cattedrale di Sant'Emidio.

### Vicarie e parrocchie
Il territorio copre un'estensione di 840 km² ed è suddiviso in 70 parrocchie, raggruppate in 6 vicariati:
1. Città di Ascoli
2. Vallata del Tronto
3. Offida
4. Marino del Tronto
5. Acquasanta
6. Ascensione-Fluvione.

## Istituti religiosi
Questi gli istituti religiosi presenti in diocesi:

### Istituti religiosi maschili
- Ordine dei frati minori
- Ordine dei frati minori conventuali
- Ordine dei frati minori cappuccini
- Missionari dei Sacri Cuori di Gesù e Maria

### Istituti religiosi femminili
- Monache benedettine
- Monache camaldolesi
- Suore adoratrici del Sangue di Cristo
- Suore ancelle francescane del Buon Pastore
- Suore di Santa Marta
- Suore oblate del Santissimo Redentore
- Suore ospedaliere del Sacro Cuore di Gesù
- Suore pie operaie dell'Immacolata Concezione

## Storia
Secondo la tradizione, la diocesi ascolana risale al IV secolo e la sua fondazione è legata alla vita e alla memoria del santo protovescovo Emidio, martirizzato durante l'impero di Diocleziano e patrono della diocesi. Benché la Passio di questo santo sia tardiva (XI-XII secolo) e pone problemi di carattere storico e cronologico con evidenti anacronismi, il culto nei suoi confronti precede di molto la stesura della sua biografia, attestato nel Piceno e in Sabina già nell'VIII secolo.
Il primo vescovo noto di Asculum è Lucenzio che fece parte del gruppo di prelati inviati a Costantinopoli e che, in qualità di legati pontifici, rappresentarono il papa Leone I al concilio di Calcedonia del 451. Dopo Lucenzio, le fonti attestano la presenza di Felice al concilio romano indetto da papa Agatone nel 680 per condannare l'eresia monotelita.
La serie episcopale si fa più continua e certa a partire dalla seconda metà del X secolo. Nell'XI secolo in due occasioni Ascoli accolse i papi Vittore II e Urbano II; quest'ultimo accordò nel 1091 al capitolo dei canonici della cattedrale il diritto di eleggere il vescovo ascolano, che era immediatamente soggetto alla Santa Sede. Il diritto di elezione fu revocato, a favore della Santa Sede, nel 1343.
Intorno all'anno 1000 i vescovi di Ascoli assunsero anche il potere civile e nel 1150 il vescovo Presbitero ottenne a Norimberga il titolo di principe d'Ascoli dall'imperatore Corrado III.
A partire dall'VIII secolo i benedettini fondarono numerosi monasteri nel territorio della diocesi ascolana. Molti di questi ottennero in seguito l'esenzione dalla giurisdizione episcopale, venendosi così a creare delle enclavi sottratte all'autorità vescovile. In particolare dall'abbazia di Farfa dipendevano diversi villaggi tra cui Offida, Montalto, Castignano e Cossignano. Questo, oltre a limitare l'estensione della diocesi ascolana, portò a inevitabili e annosi conflitti tra vescovi e abati. Nel corso del XIII secolo arrivarono in diocesi anche i francescani, i domenicani e gli agostiniani.
Il 15 gennaio 1458 fu istituito ad Ascoli il primo Monte di pietà della storia, per opera del beato Domenico da Leonessa.
Tre vescovi ascolani, Filos Roverella, Lattanzio Roverella e Pietro Camaiani, presero parte al concilio di Trento. Il Camaiani (1566-1579) fu il primo che si impegnò attivamente per l'attuazione dei decreti tridentini di riforma: indisse una visita pastorale alla diocesi (1567), organizzò un sinodo diocesano (1568) e fondò il seminario vescovile (1571).
Nel 1571 e nel 1586 la diocesi cedette porzioni del suo territorio, tra cui la giurisdizione sull'abbazia di Santa Maria in Montesanto, a vantaggio dell'erezione delle diocesi di Ripatransone e di Montalto. Contestualmente ritornò sotto l'immediata giurisdizione vescovile il territorio di Offida, sottratto agli abati di Farfa.
Durante l'episcopato di Sigismondo Donati, papa Paolo V concesse nel 1614 ai canonici della cattedrale ascolana la facoltà di liberare, nel giorno festivo di Sant'Emidio, un prigioniero, purché non reo di fatti gravissimi, quali l'eresia, la lesa maestà, la falsificazione delle monete e l'omicidio.
Tra i successivi vescovi ascolani si ricordano Giovanni Andrea Archetti, che preferì l'esilio piuttosto che sottoscrivere l'atto di giuramento al governo repubblicano francese; Carlo Belgrado, che nel 1857 accolse ad Ascoli la visita di papa Pio IX; e Ambrogio Squintani, che riuscì ad ottenere dai Tedeschi e dalle Forze alleate, durante la seconda guerra mondiale, che Ascoli fosse dichiarata «città aperta», salvandola così da rovinosi bombardamenti.
Il 28 aprile 1961, con la lettera apostolica Ex quo, papa Giovanni XXIII dichiarò la Madonna delle Grazie e sant'Emidio patroni della diocesi.
Il 25 ottobre 1965 la diocesi ascolana cedette il territorio di Amatrice e di Accumoli alla diocesi di Rieti. Inoltre il 17 novembre dello stesso anno acquisì il comune di Monsampolo del Tronto dalla diocesi di Teramo, cedendole in cambio le parrocchie di Macchia da Sole e di Leofara, frazioni del comune di Valle Castellana.
L'11 marzo 2000 la diocesi perde la sua secolare indipendenza ed entrò a far parte della provincia ecclesiastica dell'arcidiocesi di Fermo.
Il 4 ottobre 2016 la diocesi, colpita dal terremoto, ha ricevuto la visita pastorale di papa Francesco.
Dal 2 maggio 2024 è unita in persona episcopi alla diocesi di San Benedetto del Tronto-Ripatransone-Montalto.

## Cronotassi dei vescovi
Si omettono i periodi di sede vacante non superiori ai 2 anni o non storicamente accertati.
- Sant'Emidio † (inizio IV secolo)
- Claudio ? † (menzionato nel 359)[9]
- Lucenzio † (prima del 451 - dopo il 452)[10]
- Quinziano ? † (menzionato nel 483 ?)[11]
- Epifanio ? † (menzionato nel 536)[12]
- Felice † (menzionato nel 680)
- Oderisio (Auderis) † (menzionato nel 777)[13]
- Giustolfo (Justolfo) † (prima del 781[14] - dopo il 798/799)
- Picco (Ricco ?) † (menzionato nell'844)[15]
- Teuderado † (menzionato nell'853)[15]
- Arpaldo † (menzionato nell'879)[16]
- Giovanni I † (menzionato nell'887)
- Maurizio † (menzionato nell'897)
- Cliel. (Guglielmo ?) † (menzionato nel 900 circa)
- Filero † (menzionato nel 925)
- Alperino (o Elperino) † (prima del 942 circa - dopo il 968)
- Adamo † (dopo il 985 - dopo giugno 996)[17]
- Ugone † (menzionato nel febbraio 998)[17]
- Emmone † (prima del 1003 circa - dopo il 1035)[18]
- Bernardo I † (menzionato nel 1037)[19]
- Bernardo II † (prima di luglio 1045 - dopo gennaio 1069 deceduto)[20]
- Stefano † (menzionato a settembre 1069)[17]
- Giovanni II † (prima di ottobre 1071 - dopo il 1090)[21]
- Alberico † (prima del 1098 - dopo il 1125)[17]
- Presbitero † (prima del 1131 - dopo il 1165)
- Trasmondo † (prima del 1177 - dopo ottobre 1179)
- Gisone † (menzionato nel 1181)
- Rinaldo I † (prima del 1185 - dopo il 1198)[22]
- Rinaldo II † (menzionato a giugno 1208)
- Pietro I † (prima di novembre 1209 - 1222 deceduto)
- Altegruno † (menzionato il 31 maggio 1222)
- Nicolò I † (8 febbraio 1224[23] - dopo il 1226)
- Pietro II † (1228 - ?)
- Marcellino Albergotti Beltrami † (1230 - 16 agosto 1236 nominato vescovo di Arezzo)
- Matteo † (menzionato ad agosto 1238)
- Teodorino o Teodino † (prima di aprile 1240 - 1259 deceduto)
- Rinaldo III, O.S.B. † (12 febbraio 1259 - circa 1285 deceduto)
- Buongiovanni, O.F.M. † (13 dicembre 1285 - dopo il 1304 deceduto)
- Boninsegna † (9 maggio 1312 - ? deceduto)
- Rinaldo IV † (26 maggio[23] 1317 - 1343 deceduto)
- Isacco Bindi, O.S.B. † (21 aprile 1344 - 10 maggio 1353 nominato vescovo dell'Aquila)
- Paolo Rainaldi † (10 maggio 1353 - 15 gennaio 1356 nominato vescovo dell'Aquila)
- Isacco Bindi, O.S.B. † (15 gennaio 1356 - 7 luglio 1358 deceduto) (per la seconda volta)
- Enrico da Sessa † (12 ottobre 1358 - 19 dicembre 1362 nominato vescovo di Brescia)
- Vitale da Bologna, O.S.M. † (19 dicembre 1362 - 21 luglio 1363 nominato vescovo di Chieti)
- Agapito Colonna † (21 luglio 1363 - 22 ottobre 1369 nominato vescovo di Brescia)
- Giovanni Acquaviva † (22 ottobre 1369 - 20 dicembre 1374 nominato arcivescovo di Amalfi)
- Pietro Torricella † (20 dicembre 1374 - 1385 deceduto)
- Antonio Arcioni † (6 febbraio 1387 - 10 ottobre 1390 nominato vescovo di Arezzo)
- Tommaso Pierleoni † (10 ottobre 1390 - 12 luglio 1391 nominato vescovo di Jesi)
- Pietro IV † (1391 - dopo settembre 1396)
- Benedetto Pasquarelli, O.E.S.A. † (6 aprile 1397 - 23 ottobre 1399 nominato vescovo di Castellaneta)[24]
- Antonio Arcioni † (1399 - 12 giugno 1405 dimesso) (per la seconda volta)
- Marco Leonardo Fisici † (12 giugno 1405 - 22 gennaio 1406 nominato vescovo di Fermo)
- Giovanni di Fermo † (22 gennaio 1406 - 20 giugno 1412 nominato antivescovo di Fermo)
- Nardino Dalmonte (Vanni) † (1412 - 1419 deceduto)
- Pietro Ferretti (Liberotti) † (11 settembre 1419[25] - 1422 deceduto)
- Paolo Alberti, O.F.M. † (19 ottobre 1422 - circa 1438 deceduto)
- Pietro Sforza, O.F.M. † (20 giugno 1438 - 1442 deceduto)
- Valentino da Narni † (28 gennaio 1442 - 1447 deceduto)
- Angelo Capranica † (5 maggio 1447 - 25 settembre 1450 nominato vescovo di Rieti)
- Francesco Monaldeschi † (25 settembre 1450 - 1461 deceduto)
- Pietro Della Valle † (24 aprile 1461 - 12 novembre 1463 deceduto)
- Prospero Caffarelli † (11 dicembre 1463 - 14 febbraio 1500 deceduto)
  - Giuliano Cesarini † (14 febbraio 1500 - 1º maggio 1510 deceduto) (amministratore apostolico)
- Lorenzo Fieschi † (24 maggio 1510 - 15 ottobre 1512 nominato vescovo di Mondovì)
- Girolamo Ghinucci † (16 ottobre 1512 - 30 luglio 1518 dimesso)
  - Giulio Medici † (30 luglio 1518 - 3 settembre 1518 dimesso, poi eletto papa con il nome di Clemente VII) (amministratore apostolico)
- Filiasio Roverella † (3 settembre 1518 - 1552 deceduto)
- Lattanzio Roverella † (26 settembre 1552 - 1566 deceduto)
- Pietro Camaiani † (7 ottobre 1566 - 27 luglio 1579 deceduto)
- Niccolò d'Aragona † (3 agosto 1579 - luglio 1586 deceduto)
- Girolamo Bernerio, O.P. † (22 agosto 1586 - 7 gennaio 1605 dimesso)
- Sigismondo Donati † (7 gennaio 1605 - 19 novembre 1641 deceduto)
- Giulio Gabrielli † (10 febbraio 1642 - 30 gennaio 1668 nominato cardinale vescovo di Sabina)
  - Giulio Gabrielli † (30 gennaio 1668 - 12 marzo 1668 dimesso) (amministratore apostolico)
- Filippo Monti † (2 giugno 1670 - 24 dicembre 1680 deceduto)
  - Sede vacante (1680-1685)
- Giuseppe Fadulfi † (15 gennaio 1685 - 6 febbraio 1699 deceduto)
- Giovanni Giuseppe Bonaventura † (5 ottobre 1699 - dicembre 1709 deceduto)
- Giovanni Gambi † (10 marzo 1710 - maggio 1726 deceduto)
- Gregorio Lauri † (31 luglio 1726 - 3 marzo 1728 dimesso)
- Tomaso Marana, O.S.B.Oliv. † (8 marzo 1728 - 7 febbraio 1755 deceduto)
- Pietro Paolo Leonardi † (17 marzo 1755 - 21 o 23 giugno 1792 deceduto)
  - Sede vacante (1792-1795)
- Giovanni Andrea Archetti † (1º giugno 1795 - 2 aprile 1800 nominato cardinale vescovo di Sabina)
  - Giovanni Andrea Archetti † (2 aprile 1800 - 5 novembre 1805 deceduto) (amministratore apostolico)
- Giovanni Francesco Capelletti † (26 agosto 1806 - 9 dicembre 1831 deceduto)
- Gregorio Zelli, O.S.B. † (2 luglio 1832 - 28 febbraio 1855 deceduto)
- Carlo Belgrado † (28 settembre 1855 - 25 gennaio 1860 dimesso[26])
- Elia Antonio Alberani, O.C.D. † (23 marzo 1860 - 8 maggio 1876 deceduto)
- Amilcare Malagola † (26 giugno 1876 - 21 settembre 1877 nominato arcivescovo di Fermo)
- Bartolomeo Ortolani † (21 settembre 1877 - 7 maggio 1910 deceduto)[27]
- Apollonio Maggio † (13 maggio 1910 - 22 ottobre 1927 deceduto)
- Ludovico Cattaneo † (6 luglio 1928 - 10 luglio 1936 deceduto)
- Ambrogio Squintani † (21 settembre 1936 - 17 dicembre 1956 dimesso[28])
- Marcello Morgante † (16 febbraio 1957 - 13 aprile 1991 ritirato)
- Pier Luigi Mazzoni † (13 aprile 1991 - 12 febbraio 1997 nominato arcivescovo di Gaeta)
- Silvano Montevecchi † (30 agosto 1997 - 27 settembre 2013 deceduto)[29]
- Giovanni D'Ercole, F.D.P. (12 aprile 2014 - 29 ottobre 2020 dimesso)[30]
- Gianpiero Palmieri, dal 29 ottobre 2021

## Statistiche
La diocesi nel 2023 su una popolazione di 103.956 persone contava 102.262 battezzati, corrispondenti al 98,4% del totale.
| anno | popolazione | popolazione | popolazione | presbiteri | presbiteri | presbiteri | presbiteri                | diaconi | religiosi | religiosi | parrocchie |
| anno | battezzati  | totale      | %           | numero     | secolari   | regolari   | battezzati per presbitero | diaconi | uomini    | donne     | parrocchie |
| ---- | ----------- | ----------- | ----------- | ---------- | ---------- | ---------- | ------------------------- | ------- | --------- | --------- | ---------- |
| 1905 | ?           | 120.210     | ?           | 221        | 206        | 15         | ?                         |         | ?         | 126       | 167        |
| 1950 | 139.000     | 140.000     | 99,3        | 228        | 181        | 47         | 609                       |         | 19        | 320       | 170        |
| 1959 | 124.000     | 124.000     | 100,0       | 221        | 177        | 44         | 561                       |         | 43        | 330       | 172        |
| 1970 | 103.103     | 103.233     | 99,9        | 192        | 153        | 39         | 536                       |         | 43        | 250       | 146        |
| 1980 | 103.000     | 105.340     | 97,8        | 167        | 133        | 34         | 616                       |         | 37        | 214       | 148        |
| 1990 | 103.000     | 104.814     | 98,3        | 145        | 109        | 36         | 710                       |         | 37        | 174       | 70         |
| 1999 | 106.772     | 106.896     | 99,9        | 127        | 99         | 28         | 840                       |         | 30        | 146       | 70         |
| 2000 | 106.777     | 106.952     | 99,8        | 125        | 98         | 27         | 854                       | 1       | 29        | 144       | 70         |
| 2001 | 106.960     | 107.156     | 99,8        | 121        | 97         | 24         | 883                       | 3       | 25        | 145       | 70         |
| 2002 | 107.116     | 107.376     | 99,8        | 122        | 96         | 26         | 878                       | 4       | 28        | 143       | 70         |
| 2003 | 107.160     | 107.434     | 99,7        | 122        | 97         | 25         | 878                       | 5       | 27        | 146       | 70         |
| 2004 | 107.196     | 107.486     | 99,7        | 116        | 92         | 24         | 924                       | 5       | 26        | 144       | 70         |
| 2006 | 107.096     | 107.433     | 99,7        | 114        | 90         | 24         | 939                       | 4       | 26        | 138       | 70         |
| 2012 | 106.512     | 107.503     | 99,1        | 111        | 84         | 27         | 959                       | 7       | 29        | 122       | 70         |
| 2015 | 106.352     | 107.627     | 98,8        | 99         | 72         | 27         | 1.074                     | 7       | 29        | 120       | 70         |
| 2018 | 105.063     | 106.723     | 98,4        | 94         | 68         | 26         | 1.117                     | 10      | 27        | 117       | 70         |
| 2020 | 103.384     | 105.095     | 98,4        | 102        | 77         | 25         | 1.013                     | 12      | 27        | 97        | 70         |
| 2022 | 102.730     | 104.410     | 98,4        | 91         | 67         | 24         | 1.128                     | 13      | 24        | 90        | 70         |
| 2023 | 102.262     | 103.956     | 98,4        | 87         | 63         | 24         | 1.175                     | 14      | 24        | 85        | 70         |